# Фай-делла-Паганелла
Фай-делла-Паганелла, Фай-делла-Паґанелла (італ. Fai della Paganella, вен. Fai deła Paganeła) — муніципалітет в Італії, у регіоні Трентіно-Альто-Адідже, провінція Тренто.

## Географія
Фай-делла-Паганелла розташований на відстані близько 490 км на північ від Рима, 14 км на північ від Тренто.

### Клімат
Місто знаходиться у зоні, котра характеризується вологим континентальним кліматом з теплим літом. Найтепліший місяць — липень із середньою температурою 9.9 °C (49.9 °F). Найхолодніший місяць — лютий, із середньою температурою -4.9 °С (23.2 °F).
| Клімат Фай-делла-Паганелли | Клімат Фай-делла-Паганелли | Клімат Фай-делла-Паганелли | Клімат Фай-делла-Паганелли | Клімат Фай-делла-Паганелли | Клімат Фай-делла-Паганелли | Клімат Фай-делла-Паганелли | Клімат Фай-делла-Паганелли | Клімат Фай-делла-Паганелли | Клімат Фай-делла-Паганелли | Клімат Фай-делла-Паганелли | Клімат Фай-делла-Паганелли | Клімат Фай-делла-Паганелли | Клімат Фай-делла-Паганелли |
| Показник                   | Січ.                       | Лют.                       | Бер.                       | Квіт.                      | Трав.                      | Черв.                      | Лип.                       | Серп.                      | Вер.                       | Жовт.                      | Лист.                      | Груд.                      | Рік                        |
| Середній максимум, °C      | −2,2                       | −2,4                       | −1                         | 1,6                        | 6,4                        | 11                         | 13,8                       | 13,2                       | 10,2                       | 6                          | 1                          | −1,2                       | 4,7                        |
| Середня температура, °C    | −4,8                       | −4,9                       | −3,5                       | −0,9                       | 3,5                        | 7,5                        | 9,9                        | 9,6                        | 7,3                        | 3,7                        | −1,2                       | −3,8                       | 1,9                        |
| Середній мінімум, °C       | −7,4                       | −7,4                       | −6                         | −3,4                       | 0,7                        | 4,1                        | 6,1                        | 6                          | 4,5                        | 1,4                        | −3,4                       | −6,3                       | −0,9                       |
| Норма опадів, мм           | 30.9                       | 23.7                       | 40.9                       | 40                         | 67.6                       | 86.3                       | 95.4                       | 93.7                       | 90.3                       | 73.1                       | 50.5                       | 27.4                       | 719.8                      |
| Днів з опадами             | 5,2                        | 4,6                        | 6,4                        | 7,8                        | 10,1                       | 11,3                       | 9,9                        | 10,1                       | 7,1                        | 7,1                        | 7,3                        | 4,7                        | 91,6                       |
| Вологість повітря, %       | 61                         | 67                         | 70                         | 78                         | 78                         | 76                         | 73                         | 75                         | 73                         | 71                         | 64                         | 60                         | 70.5                       |
| -------------------------- | -------------------------- | -------------------------- | -------------------------- | -------------------------- | -------------------------- | -------------------------- | -------------------------- | -------------------------- | -------------------------- | -------------------------- | -------------------------- | -------------------------- | -------------------------- |
| Джерело: Weatherbase       |                            |                            |                            |                            |                            |                            |                            |                            |                            |                            |                            |                            |                            |

Населення — 904 особи (2014).

## Демографія
Населення за роками:

Станом на 1 січня 2023 року в муніципалітеті офіційно проживало 50 іноземців з 15 країн, серед них 21 громадянин країн Євросоюзу та 2 громадяни України.

## Сусідні муніципалітети
- Андало
- Каведаго
- Меццоломбардо
- Спормаджоре
- Валлелагі
- Цамбана